# 张择端
张择端（1085年—1145年），字正道，京東東路密州諸城縣（今山东省諸城市）人，北宋画家。

## 生平
张择端早年在開封學畫，曾在北宋宋徽宗时供职翰林图画院，专事绘画，因为丢失官位家居，以卖画为生。宣和年间任翰林院待诏，擅长“界画”，尤善画舟车、市街、城廓、桥架皆独具风格。
他的代表作有《清明上河图》、《烟雨风雪图》、《西湖争标图》、《春山图》和《武夷山图卷》等，其中《西湖爭標圖》和《清明上河圖》被時人選為「神品」。唯一流傳於世的作品是《清明上河圖》，畫中主要分開兩部份，一部份是農村，另一部是市集。畫中有約814人，牲畜60多匹，船隻28艘，房屋樓宇30多棟，車20輛，轎8頂，樹木170多棵，往來衣著不同，神情各異，栩栩如生，其間還穿插各種活動，注重情節，構圖疏密有致，富有節奏感和韻律的變化，筆墨章法都很巧妙，頗見功底。据说历时十年完成，最早由北宋宮廷收藏，靖康之變後流入民間，历经辗转，后为南宋贾似道所得，元朝時期再度進宮，至正年間又被調包，流落民間，後來落到宰相嚴嵩、嚴世蕃父子手上，嚴嵩倒臺，圖被沒收，第三次納入宮廷。经明代皇室收藏，後來太監馮保偷出，在畫上加了題跋，之後真本又不知去向，二百年後，由清朝湖廣總督畢沅收藏，畢沅死後，《清明上河圖》第四次進宮，深藏紫禁城內。
1911年清朝灭亡后，曾被溥仪带至東北，1945年，被收入東北博物館（遼寧省博物館），是中国古代绘画作品中的极品，存北京故宫。

## 作品
- 《清明上河图》